# 普罗帕脒
普罗帕脒（英语：Propamidine）是一种防腐剂和消毒剂。
羟乙磺酸普罗帕脒，普罗帕脒与羟乙磺酸的盐，用于治疗棘变形虫感染。
普罗帕脒是芳香族二脒基化合物中的一员，它对多种生物体具有抑菌特性。这些二脒对热原球菌、抗生素抗性葡萄球菌和一些革兰氏阴性杆菌发挥抗菌作用，二脒的活性在有机物如组织液、脓液和血清存在下得以保留。